# Henrik
| Drenge- | Drenge-   | Pige- | Pige-    | Efter- | Efter-      |
| ------- | --------- | ----- | -------- | ------ | ----------- |
| 1       | Peter     | 1     | Anne     | 1      | Nielsen     |
| 2       | Michael   | 2     | Mette    | 2      | Jensen      |
| 3       | Lars      | 3     | Kirsten  | 3      | Hansen      |
| 4       | Jens      | 4     | Hanne    | 4      | Andersen    |
| 5       | Thomas    | 5     | Anna     | 5      | Pedersen    |
| 6       | Henrik    | 6     | Helle    | 6      | Christensen |
| 7       | Søren     | 7     | Maria    | 7      | Larsen      |
| 8       | Christian | 8     | Susanne  | 8      | Sørensen    |
| 9       | Martin    | 9     | Lene     | 9      | Rasmussen   |
| 10      | Jan       | 10    | Marianne | 10     | Jørgensen   |

Henrik er et drengenavn, der omkring det 11. århundrede er kommet til Norden som variant af det tyske Heinrich, der har en usikker betydning, men muligvis betyder "den i hjemmet rige".
Fra ældre plattysk Hinric, oldhøjtysk Haimirich, af heim hjem, og rîchi mægtig. Beslægtet med hersker.
Varianter af navnet omfatter blandt andet Henrich, Hendrik og Heinrich. Over 44.000 danskere bærer et af disse navnene ifølge Danmarks Statistik. Den engelsksprogede variant Henry benyttes også i et vist omfang i Danmark.
Dansk navnedag: 12. juli.

## Kendte personer med navnet
- Henrik, dansk prinsgemal.
- Prins Henrik, dansk prins (søn af Prins Joachim).
- Henrik 1., Henrik 2., Henrik 3., Henrik 4., Henrik 5., Henrik 6., Henrik 7., Henrik 8., engelske konger.
- Henrik 1., Henrik 2., Henrik 3., Henrik 4., franske konger.
- Niels Henrik Abel, norsk matematiker.
- Henrik Andersen, dansk fodboldspiller.
- Henrik Bentzon, dansk skuespiller.
- Heinrich Böll, tysk forfatter.
- Henrich Callisen, dansk læge.
- Henrik Cavling, dansk redaktør og forfatter.
- Henrik Dahl, dansk sociolog og forfatter.
- Henrik Djernis, dansk cykelrytter.
- Henrik Fuglefænger, østfrankisk konge.
- Heinrich Heine, tysk forfatter.
- Heinrich Rudolf Hertz, tysk fysiker.
- Henrik Hertz, dansk forfatter.
- Heinrich Himmler, tysk nazist.
- Henrik Ibsen, norsk forfatter.
- Heinrich von Kleist, tysk forfatter.
- Henrik Koefoed, dansk skuespiller.
- Henrik Dam Kristensen, dansk politiker og tidligere minister.
- Henrik Larsen, dansk fodboldspiller.
- Henrik Larsson, svensk fodboldspiller.
- Ole Henrik Laub, dansk forfatter.
- Pablo Henrik Llambias, dansk forfatter.
- Henrik Lundgaard, dansk rallykører.
- Henrik Lykkegaard, dansk skuespiller.
- Henrik Nordbrandt, dansk digter.
- Henrik Pontoppidan, dansk forfatter.
- Henrik V. Ringsted, dansk historiker og forfatter.
- Henrik Qvortrup, dansk journalist og chefredaktør.
- Henrik Stangerup, dansk forfatter.
- Heinrich (Henrich) Steffens, tysk-norsk naturvidenskabsmand.
- Henrik Strube, dansk musiker.
- Henrik Wiehe, dansk skuespiller.

## Navnet anvendt i fiktion
- "Henrik og Pernille" er et skuespil af Ludvig Holberg.
- Henrik Solgaard er en figur fra Drengene fra Angora.
- En af børnene, der omtales i Peter Fabers julesang "Højt fra træets grønne top", er Henrik, der skal være fændrik.